# میشل د وولف
میشل د وولف (فرانسوی: Michel De Wolf‎) بازیکن فوتبال اهل بلژیک و عضو تیم ملی فوتبال بلژیک است که در تاریخ ۱۵ اکتبر ۱۹۸۰ میلادی اولین بازی ملی‌اش را مقابل تیم ملی فوتبال ایرلند انجام داد. او در ۴۲ بازی ملی حضور داشت و جمعاً ۳۴۵۳ دقیقه برای تیم ملی فوتبال بلژیک به میدان رفت. میشل د وولف آخرین بازی ملی خود را در تاریخ ۷ سپتامبر ۱۹۹۴ میلادی در برابر تیم ملی فوتبال ارمنستان انجام داد. وی در بازی‌های ملی‌اش ۱ گل به ثمر رساند.